# ディズニー・モバイル
ディズニー・モバイル（Disney Mobile）は、ウォルト・ディズニー・ジャパンが日本で過去に行っていた携帯電話事業である。かつてはウォルト・ディズニー・カンパニーがアメリカ合衆国でも行っていた（運営はディズニー・コンシュマー・プロダクツの傘下のディズニー・インタラクティブ）。
本項では、ウォルト・ディズニー・ジャパンが

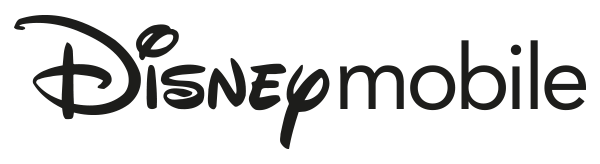
公式ロゴ

- ソフトバンクのネットワークを使用したMVNOとして展開していた「ディズニー・モバイル・オン・ソフトバンク」（Disney Mobile on SoftBank）2017年11月30日終了。
- NTTドコモ（以下ドコモ）と協業して、ドコモの1ブランドとして展開する「ディズニー・モバイル・オン・ドコモ」（Disney Mobile on docomo）2021年8月22日終了。

の双方について主に述べる。

## ディズニー・モバイル・オン・ソフトバンク
2008年3月1日サービス開始、2015年9月30日に新規契約受付・既存利用者の機種変更を終了し、2017年11月30日にすべてのサービスの提供を終了した(これに先立ち、一部端末では、1.5GHz帯を用いるDC-HSDPAサービスの停波に伴って、同年4月以降、3Gネットワークにおける最大通信速度の低下が実施される)。ディズニーが他の携帯電話事業者から通信網（3Gネットワーク。後に、3.9Gネットワークも使用）を借り受けてサービスを提供するMVNO（仮想移動体通信事業者）という方式を用いる。そのため、ディズニーとソフトバンクは別々の電気通信事業者となる。なお両社は、両社の包括的な協業によるサービスであり、単なるMVNOとは異なると主張している。3G音声サービスのMVNO方式での携帯電話事業への参入としてはアジア初となる。2017年のサービス終了後は、音声通話およびデータ通信など携帯電話が利用できなくなる。ソフトバンク契約などへの巻き取り措置や施策については、この時点で明らかにされていない（ワイモバイルへの移行も、MNPによる基本料や割引優遇の対象外。メールアドレスの保持については後述）。
ディズニーが独自に提供するのは、端末やコンテンツ、サービスで、通信網の整備はディズニーとソフトバンク両社の提携により行われる。利用者はウォルト・ディズニー・ジャパンと契約することになるが、基本的にはソフトバンクのサービスエリア内で端末を利用することができ、ソフトバンクの公式コンテンツへもアクセスすることができるなど、国内のソフトバンクの端末で受けられるサービスはほとんど利用可能である。想定する主な利用者は20–30代の女性としている。日本は携帯電話の通信速度が速く、ディズニーの人気も高いことから参入を決めたという。サービス開始時点では、使用地域、通話品質、機能、料金体系はソフトバンクとほぼ共通しているため、「単にディズニーがソフトバンク向けに携帯電話を発売しただけ」のようなイメージとならないよう、ディズニーのイメージに沿った専用ブースを販売店に設けるという。
契約数に関しては、ソフトバンクは「ディズニー・モバイルの契約者数はソフトバンク側にカウントされる」としている。なお、電気通信事業者協会（TCA）による契約数発表では、他の既存MVNOの契約数は、MVNOにネットワークを提供する移動通信事業者（MNO）の契約数に合算されて計上されている（日本通信はドコモ・KDDIおよびソフトバンク計上）。
サービス開始に向けた記者発表会の席上で「ソフトバンクを含め、他社からの乗り換えは携帯電話番号ポータビリティ（MNP）での移行にて対応する」と云う言い回しをしていたことから、他社からの移行ではない新規契約者への番号割当には、すでにソフトバンクへ割り当てられている番号帯とは異なる新たな番号帯が総務省からディズニーへ割り当てられると見る向きもあったが、そもそも総務省は「自ら電気通信回線設備を保有しないMVNOに対して直接電話番号を指定することはない」としており、新規契約の場合もソフトバンクに割り当てられている番号帯の中から番号が選ばれることになる（ソフトバンクと同様、J-フォン9社体制当時のものをベースとした地域別の割当となる）。

### 販売チャネル
端末の販売や契約はサービス開始と同時に、ソフトバンクショップや家電量販店、ディズニーのオンラインストアなどで行っている。また、ソフトバンクショップはディズニー・モバイルのサービス拠点にもなり、アフターサービスなども行う。各店舗ではディズニー・モバイル専用のブースを設けて、説明員などを常駐させる。また、故障受付などの問い合わせ窓口は、専用ダイヤルに加えて、ソフトバンクショップでも対応する。
問い合わせ専用ダイヤルは、0800から始まる独自のフリーコール番号だが、故障専用ダイヤルはソフトバンクの故障専用番号（当初は、九州（中国・四国を併せて管轄）設置の0088番号であったが、現在は全国統一の0800番号がアナウンスされている）と同一となっている。なお、MNP問い合わせダイヤルはソフトバンクと同一のものを利用している。因みに、ソフトバンクショップで手続きする場合は、単一のソフトバンクショップ内でMNP番号の発行からソフトバンク⇔ディズニー・モバイル間のMNP手続きがすべて完了する仕組みとなっている。
ディズニーストア等、一般のディズニーグッズ販売店での店頭販売は、2010年11月より、ソフトバンクショップの代理店などを手がけるテレコムサービスの協力により繁華街の主要店舗3店舗で開始した。また、ディズニー・モバイル専門のキャリアショップとして「ディズニー・モバイル ショップ」が2011年3月1日の新宿店を皮切りに順次開業し、2011年7月時点で3ヶ店となっており、同年8月には4店舗目、同年9月には5〜7店舗目が開業している。同年11月25日には、東北初となる、イオンモール名取店が開業している（既存のソフトバンクとは別位置）。

### 利用料金・端末料金

#### Disney Mobile 3G・Disney Mobileスマートフォン契約
原則として、料金プランは定額サービス（一定時間帯を除く）である「ホワイトプラン（D）」のみとなる。内容はソフトバンクが提供している「ホワイトプラン」とほぼ同じで、ここに「Wホワイト（D）」や「ホワイト家族24（D）」「パケットし放題（D）」など、ソフトバンクの料金プランとほぼ同様のものをそれぞれ組み合わせて利用する。端末購入時は「スーパーボーナス（D）」が適用される（スーパーボーナスを利用しない方法での購入も可能）。無料通話は、ディズニー・モバイルの契約者同士だけでなくソフトバンクの契約者との通話にも適用されるほか、ディズニー・モバイルの契約者もソフトバンクの「ホワイト家族24」の対象に追加できることなどから、料金的にはソフトバンクの携帯電話と同じ感覚で利用することができる。
ソフトバンクの「ホワイトプラン」サービス内容改定後は「ホワイトプラン（D）」も同様にサービス改定された。その結果、ディズニー・モバイルのサービスを新たに契約する際には二年契約が必須となった（ディズニー・モバイルには「ホワイトプラン（D）」以外の料金プランが存在しないため）。
請求締については、ソフトバンクでの契約同様、同様、10日締め、20日締め、末日締めのいずれかが、契約時期や契約地域によってランダムに設定される形となっている。

### コンテンツ
Yahoo!ケータイをカスタマイズした独自のポータルサイト「Disney Web」が用意され、通常のソフトバンクの端末につけられている「Y!ボタン」の代わりの「Dボタン」を押すことでアクセスできる。「Disney Web」では、検索エンジンやニュース、交通情報などのソフトバンクの通常コンテンツに加え、現在ソフトバンク向けに提供されている23のディズニー公式サイトが、通信料金に加え有料会員登録（通常は月額105～315円）が必要なところを通信料金のみで利用できる。また、ショッピングやファッション、コスメなどの女性向けのサービスやコンテンツ、ディズニー・モバイル限定コンテンツなども提供される。
さらに、限定の着信音（着信メロディ：全43曲、着信ボイス：全43種）や動画、ゲーム、待受画面などを端末にプリインストールするほか、専用のポータルサイトからもダウンロードできるようにする。オリジナルの絵文字（全365文字）や、動きのあるイラストなどでメールを装飾するデコレメールなども利用できる。

### ポイントプログラム
契約者向けにポイントプログラム「ディズニー・マジックポイント・クラブ」を設ける。本サービスの場合は、利用料金100円（税抜）ごとに1ポイントが付与されるほか、キャンペーンへの応募・申し込みや契約期間に応じて貯めることもできる。貯まったポイントはオンラインで確認することができ、電池パック、ACアダプタ、卓上ホルダなどといったオプションとの交換に加え、スペシャルコンテンツ、ディズニーのDVD・CD、グッズなどとの交換、懸賞への応募などにも利用できる。現状では従来のキャリアが提供しているポイントサービスとそれほど大差はないが、今後は他のポイントプログラムとの連携も検討していくという。サービス開始時点では貯まったポイントを端末の購入代金として使用することはできないが、今後検討される予定としていた。
ちなみに、「ディズニー・マジックポイント・クラブ」自体は、ディズニー・モバイル利用者に限定されたサービスではなく、ディズニーおさいふプラスなどのディズニーサービス各種における共通のポイントプログラムであったが、2011年4月に終了しており、2011年8月時点ではポイント制度はなくなっている。

### メールアドレス
- （ユーザー名）@disney.ne.jp

主要なディズニーキャラクター名などは取得不可能となっている。
なお、ディズニースタイル対応端末を利用し、同サービスを利用すれば、ソフトバンクへ契約を移してもアドレスは継続利用可能。ディズニースタイルを新たに契約しても新規のメールアドレス発行は可能（ただし、softbank.ne.jpとの選択となるため、排他的利用体型となる）。

### 端末（ソフトバンク）
2017年のサービス終了まで、今後は新規端末を発売しないと発表した。いわゆるフィーチャーフォンはDisney Mobile 3G、スマートフォンはDisney Mobile スマートフォンとソフトバンク同様の端末区分け（2010年の新型番導入以降のもの相当）がされ、使用するディズニー・モバイルUSIMカード（UIMカード）もこの区分に従い、それぞれ別物となる。DM001Photoに使うディズニー・モバイルUSIMカードについてもソフトバンク同様、モジュール契約専用のものとなるため、さらに別物となっている。
シャープとソフトバンクが協力して開発した「SoftBank 820SH／821SH」をベースモデルに、背面パネルなどにミッキーフェイスのモノグラムをあしらった「DM001SH」を対応端末の第1弾モデルとして投入する。カラーリングは「DM001SH」限定の「Shiny Silver（シャイニーシルバー）」、「Glitter Gold（グリッターゴールド）」、「Sparkling Pink（スパークルピンク）」の3色。スリムな2つ折タイプの端末で、ワンセグやFeliCa（おサイフケータイ）などを搭載しており、中央のボタンがミッキーフェイスにデザインされている。ベースモデル同様国際ローミングは不可。販売価格はオープン価格で、市場価格は未定としていた。発売はサービス開始と同時で3月1日からとなる。今後、年間3回のペース（春モデル・夏モデル・秋冬モデル）で新機種を複数色で投入する予定と公表していた。2008年12月6日には国際ローミング対応機種のDM003SH（SoftBank 824SHがベース）が投入され、海外利用に対応した。
音声端末については、ACアダプタは別売となっており、独自のものではなくソフトバンクのZTDAA1（シャープ製）が純正品扱いとなる（スマートフォンであるDM009SH/DM010SH/DM011SH/DM012SHは、付属の「充電用microUSB変換アダプタ（SHCDL1）」とセットで利用する形をとる）。その他の純正オプションの一部についても、各機種のベースモデルとされているソフトバンク機種のオプションと同一になっているものも存在する（なお、独自のものもある）。2011年11月現在、他事業者のようなmicroUSBコネクタ仕様のスマートフォン向け共通ACアダプタをソフトバンクでは発売していないため、当面は前述の形で従来型のACアダプタのコネクタ部分を変換（ARIB-A → microUSBtypeB）する形となる。
卓上ホルダも別売だが、DM008SHとスマートフォンであるDM009SH/DM010SH/DM011SH/DM012SHについては、設定されていない。なお、各種オプションについては、ソフトバンクの契約で獲得したポイントを利用してオンライン上で交換することが可能となっている。
緊急地震速報については、Disney Mobile スマートフォンと、デジタルフォトフレームであるDM001Photoにのみ対応し、DM008SH以前の端末（Disney Mobile 3G端末）については対応していない。緊急速報メールについては、DM012SHは発売当初より対応しているが、DM009SH、DM010SH、DM011SH、DM001Photoについては、アップデート対応となった。

### 端末一覧（ソフトバンク）
音声端末
| 機種                             | 発売日               | メーカー             | ベース機種                             | 世界対応ケータイ     | OS                   |
| Disney Mobile 3G端末             | Disney Mobile 3G端末 | Disney Mobile 3G端末 | Disney Mobile 3G端末                   | Disney Mobile 3G端末 | Disney Mobile 3G端末 |
| -------------------------------- | -------------------- | -------------------- | -------------------------------------- | -------------------- | -------------------- |
| DM001SH                          | 2008年3月1日         | シャープ             | SoftBank 820SH/821SH                   | 非対応               |                      |
| DM002SH                          | 2008年6月7日         | シャープ             | SoftBank 823SH                         | 非対応               |                      |
| DM003SH                          | 2008年12月6日        | シャープ             | SoftBank 824SH                         | 対応                 |                      |
| DM004SH                          | 2009年7月17日        | シャープ             | SoftBank 831SH                         | 対応                 |                      |
| DM005SH                          | 2010年3月5日         | シャープ             | SoftBank 942SH                         | 対応                 |                      |
| DM006SH                          | 2010年6月16日        | シャープ             | SoftBank 831SH                         | 対応                 |                      |
| DM007SH                          | 2010年11月12日       | シャープ             | DM005SH/942SHのスペックアップ版        | 対応                 |                      |
| DM008SH                          | 2010年12月10日       | シャープ             | SoftBank 001SH                         | 3G                   |                      |
| Disney Mobile スマートフォン端末 |                      |                      |                                        |                      |                      |
| DM009SH                          | 2011年2月18日        | シャープ             | GALAPAGOS SoftBank 003SH               | 対応                 | Android 2.2 → 2.3    |
| DM010SH                          | 2011年10月8日        | シャープ             | AQUOS PHONE THE PREMIUM SoftBank 009SH | 対応                 | Android 2.3          |
| DM011SH                          | 2011年12月2日        | シャープ             | AQUOS PHONE THE HYBRID SoftBank 101SH  | 3G                   | Android 2.3          |
| DM012SH                          | 2012年2月17日        | シャープ             | AQUOS PHONE SoftBank 103SH             | 対応                 | Android 2.3          |
| DM013SH                          | 2012年12月14日       | シャープ             | PANTONE 5 SoftBank 107SH               | 3G                   | Android 4.0 → 4.1    |
| DM014SH                          | 2013年3月1日         | シャープ             | PANTONE 6 SoftBank 200SH               | 対応                 | Android 4.1          |
| DM015K                           | 2013年8月2日         | 京セラ               | DIGNO R SoftBank 202K                  | 対応                 | Android 4.2          |
| DM016SH                          | 2014年1月24日        | シャープ             | AQUOS PHONE Xx SoftBank 302SH          | 対応                 | Android 4.2          |

モジュール通信端末
| 機種       | 発売日         | メーカー | ベース機種                 | 形状                   |
| ---------- | -------------- | -------- | -------------------------- | ---------------------- |
| DM001Photo | 2011年12月10日 | 華為技術 | PhotoVision SoftBank 008HW | デジタルフォトフレーム |

### サービス終了に伴う取り扱い
特に解約の申し出がない場合、2017年12月1日以降は契約先がソフトバンクに承継され、端末は継続して利用できる。ディズニーコンテンツはサービス終了をもって提供終了となる。ただし、プリペイド契約はサービス終了日の同年11月30日をもって強制解約となり、残額は無効となる。DM001Photoに適用されるフォトビジョン契約も同様に強制解約となり、それ以後の同機種は通信機能を使用できないデジタルフォトフレームとなる。「@disney.ne.jp」ドメインのメールアドレスは2018年2月28日まで利用可能。ディズニー・モバイル端末はディズニースタイルに非対応のため、翌日の3月1日以降も継続利用するためには2月28日までに対応端末に機種変更した上でディズニースタイルに加入する必要がある。料金債権については2017年12月1日をもってソフトバンクに譲渡される。

## ディズニー・モバイル・オン・ドコモ
2012年2月1日にディズニー・モバイル・オン・ドコモの概要が発表された。ソフトバンクの場合とは異なり、ドコモの1ブランドとしてディズニーの名前を冠した端末・サービスが提供される形態となるため、既存のドコモの顧客が乗り換える場合は契約変更・端末増設の扱いとなる。実際のサービス開始は端末の販売が開始された2月22日。
キャッチコピーは「新しい魔法を、その手に」。

### サービス内容（ドコモ）
ドコモの料金体系・サービスが原則としてそのまま適用される。メールもspモードメールのためメールアドレスは@docomo.ne.jpドメインのままだが、後述の@disneymobile.ne.jpドメインのメールアドレスが追加取得できる。また、追加サービスとして以下のサービスが無料で提供される。
Disneyシネマ
ディズニーの長編アニメーションやライブアクション映画等の動画コンテンツが提供される。
Dlife
BSデジタル放送で2012年3月に開局した同名のテレビチャンネルで放送される海外ドラマ等が視聴できる。
Disney mail
Webメール。後述。
その他
オリジナルアプリ・壁紙などが提供されるほか、東京ディズニーリゾートにおいてユーザ向け特典等も提供される予定。
また販売は、基本的に全国のドコモショップやドコモ販売店で行われる。ディズニーストア等での販売については現段階では公表されていない。

### 端末（ドコモ）

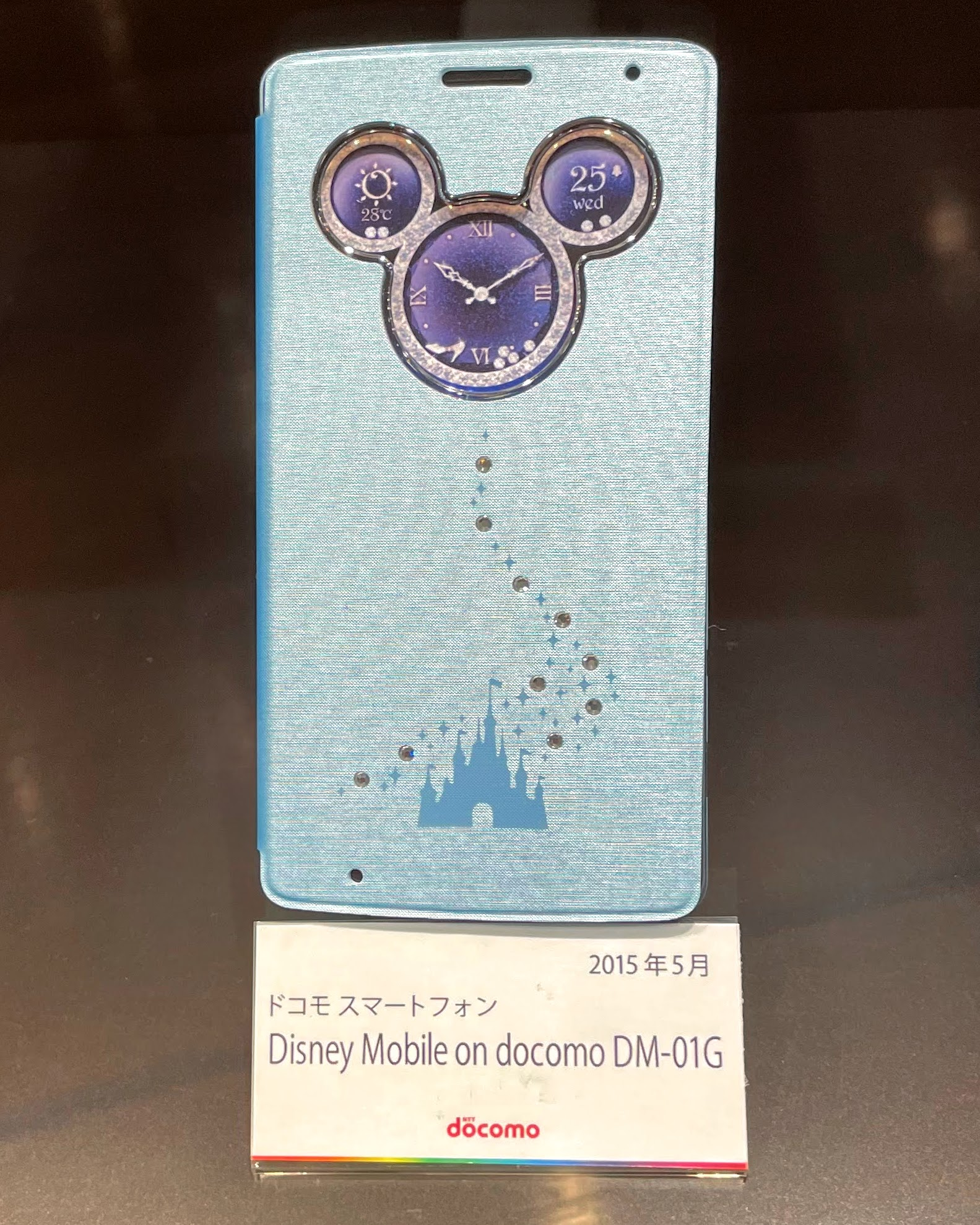
DM-01G

全機種がドコモ スマートフォン・docomo with seriesのサブカテゴリーであるDisney Mobile on docomoシリーズに属する。型番法則もドコモのそれと全く同じだったが、2015年夏モデルからはメーカー関係なく「DM-XX-x（Disney Mobile - 発売順の通番 - 年度）」となった。
F-08DとP-05DのOSは当初はAndroid 2.3だが、2012年11月6日にF-08DはAndroid 4.0へのバージョンアップが実施され、P-05Dも2013年4月16日にAndroid 4.0へのバージョンアップが実施された。2013年5月8日にN-03EがAndroid 4.1へのバージョンアップ対象機種と発表され、2013年10月23日にバージョンアップが実施された。
基本的にメーカーのスマートフォンブランド（富士通：REGZA Phoneシリーズ、パナソニック：ELUGAシリーズ、NECカシオ（NECブランド）：MEDIASシリーズ、シャープ：AQUOSシリーズ、LGエレクトロニクス：LG Gシリーズ）には含まれないが、F-07E以降の富士通製についてはARROWSシリーズにも含まれる。

### 端末一覧（ドコモ）
| 機種   | メーカー     | ベース機種                         | 発売日         | OS                | 備考 |
| ------ | ------------ | ---------------------------------- | -------------- | ----------------- | --- |
| F-08D  | 富士通       | REGZA Phone T-01D （with・ARROWS） | 2012年2月22日  | Android 2.3 → 4.0 | T-01Dは東芝を意味する「T」を冠しているが富士通製。 |
| P-05D  | パナソニック | P-04D （NEXT）                     | 2012年3月22日  | Android 2.3 → 4.0 | P-04Dのベース機種はELUGA dL1。 |
| N-03E  | NECカシオ    | MEDIAS X N-04E （with）            | 2012年12月14日 | Android 4.0 → 4.1 | シリーズ初のXi・NOTTV対応。 N-04EはAndroid 4.1。 |
| F-07E  | 富士通       | ARROWS V F-04E （with）            | 2013年7月31日  | Android 4.2       | シリーズ初のNFC（決済可）対応。 F-04EはAndroid 4.0。NFCに対応しているが決済不可。 またSoCがNVIDIA Tegra 3からQualcomm Snapdragon 600に変更されている。 ARROWSシリーズ。 |
| F-03F  | 富士通       | ARROWS NX F-01F （第2期）          | 2013年12月13日 | Android 4.2       | フルセグ・NOTTVには非対応。卓上ホルダ付属。 メインディスプレイは4.7インチ720pの有機EL。 ARROWSシリーズ。                                                                |
| SH-05F | シャープ     | AQUOS PHONE ZETA SH-01F （第2期）  | 2014年5月29日  | Android 4.2       | docomo シンプル UI、非常用節電モードを搭載。充電機能なしの卓上ホルダ付属。 シャープ初のDisney Mobile on docomo端末。                                                    |
| SH-02G | シャープ     | AQUOS ZETA SH-01G （第2期）        | 2014年11月20日 | Android 4.4       | シリーズ初のVoLTE、ハイレゾ音源再生、LTE・Wi-Fiの同時接続に対応。 側面にイルミネーションLEDを搭載する。                                                                 |
| DM-01G | LGエレ       | LG G3 （グローバルモデル）         | 2015年5月29日  | Android 5.0       | ベースモデルのLG G3に多くのカスタマイズがされている。 クリスタルをあしらった「ミッキーウィンドウカバー」を同梱。                                                        |
| DM-01H | シャープ     | AQUOS Compact SH-02H （第2期）     | 2016年1月29日  | Android 5.1       | |
| DM-02H | LGエレ       | なし                               | 2016年7月8日   | Android 6.0       | |
| DM-01J | シャープ     | AQUOS EVER SH-02J （第2期）        | 2017年2月9日   | Android 6.0       | |
| DM-01K | LGエレ       | なし                               | 2018年2月28日  | Android 7.1       | |

## イメージキャラクター
- ディズニー・モバイル・オン・ソフトバンク
  - ヒラリー・ダフ（2008年～）
  - 藤井リナ・クリスティーナ（2009年7月～）
  - 梨花（2010年3月～）
  - 柴咲コウ（DM013SH発売時～）
- ディズニー・モバイル・オン・ドコモ
  - 堀北真希[7]

## ディズニーマーケット
ディズニー公式のスマートフォンアプリを配信している。月額315円だが、ディズニー・モバイル・オン・ソフトバンクおよびディズニー・モバイル・オン・ドコモのユーザーは通信料金のみで利用できる。
ディズニー メール
ミッキーやミニー等、ディズニーキャラクターのデコメールが利用できる。
ディズニー・モバイル・オン・ドコモでは、更に@disneymobile.ne.jpドメインのメールアドレスが追加取得できる（spモードメールとは別のため、2つ（Gmailを含めると3つ）のメールアドレスが使える事になる）。Webメールのため、プッシュ配信には対応しない。
2014年5月13日をもって、新規アカウントの発行が停止された。既存ユーザーのサービス利用は引き続き可能だが、3か月無利用で、アカウント削除されるとのことで、今後、プレミアムなドメイン名になっていくものと考えられる。

## 今後の展望
ディズニーという異業種の参入により、寡占化が叫ばれている日本の携帯電話市場が活性化することが期待されている。日本はアメリカに次いで2番目にディズニー関連市場が約7,000億円（東京ディズニーリゾート関連を含む）と大きいことから、ディズニー社もディズニー全体の成長の柱となると見込んでいる。
ディズニーはアメリカでも「Disney Mobile」というサービス名で、スプリント・ネクステルの携帯電話通信網（スプリントPCSネットワーク。即ち、CDMA方式）を借り受けて、MVNOとして携帯電話市場に参入したが、競争環境が厳しく利用者数が伸び悩んだことから、2007年12月31日にサービス終了に追い込まれた経緯がある。
ディズニーは日本の携帯コンテンツが成熟していること（日本がアメリカよりも携帯電話でのデータ通信の割合が音声通信よりも高いこと）、アメリカでは通信速度が遅く、配信できるコンテンツが限られていたことに加え、ディズニー単独で事業を展開していたことを挙げ、アメリカでの事業展開との違いを強調している。また、日本では2000年から携帯電話向けにコンテンツ提供サービスを行っており、このノウハウを生かして携帯電話事業に参入することを決めたと語っている。事実、3つのキャリア（ドコモ・au・ソフトバンク）で88サイトを運営しており、約350万件の会員登録がある。なお、今後の利用者数の目標などは公表していない。
2014年から、ディズニーブランドの端末ではないが、KDDI/沖縄セルラー電話により、au 4G LTE対応の一部スマートフォン利用者を対象とした「ディズニーパス」の提供されていたが、2021年9月30日に終了。
2015年には、ソフトバンクのSoftBankブランド対応端末利用者に対して、ディズニースタイルの提供を開始した（前述のように、ディズニー・モバイルは2015年9月末を以て新規受け付け終了し、2017年11月30日をもって停波）。ディズニースタイル非対応端末については、先立って提供開始され、同サービスに包括されるディズニーマーケットが利用可能な場合もある（オプション料金は、ディズニースタイル・ディズニーマーケットとも同一）。

## 沿革
- 2007年11月12日 - ウォルト・ディズニー・カンパニーの日本法人である、ウォルト・ディズニー・ジャパンがソフトバンクモバイルと協業して、「ディズニー・モバイル」として日本の携帯電話事業へ参入することを発表した。MVNO方式による参入で、移動体通信事業サービス提供に関する電気通信事業の届け出を総務大臣に対して行った。
- 2008年1月22日 - サービス開始日「3月1日」と詳細なサービス内容、端末概要などを発表し、公式サイトをオープンさせた。
- 2008年3月1日 - サービス開始。
- 2012年2月1日 - 「ディズニー・モバイル・オン・ドコモ」発表。同時に従来のサービスは「ディズニー・モバイル・オン・ソフトバンク」と改称された。